# Богорський Петро Федорович
Богорський Петро Федорович — (*1803 — †?) — дяк села Кирилівки (1824—1836).
У 1825, після смерті батька Тарас Шевченко був у нього «школярем-попихачем»: носив воду, топив грубу, читав замість дяка псалтир над померлими й водночас вчився грамоти. У 1826 не стерпів знущань Богорського і втік від нього. 
А автобіографічному листі до редактора журналу «Народное чтение» Шевченко, не зазначаючи прізвища Богорського писав про нього: «Цей перший деспот, на котрого я наткнувся в своєму житті, поселив в мені на все життя глибоку відразу і презирство до всякого насильства однієї людини над іншою».